# Борщи (посёлок, Подольский район)
Борщи (укр. Борщі) — посёлок, относится к Подольскому району Одесской области Украины. В 3,5 км от него расположено село Борщи.
Население по переписи 2001 года составляло 527 человек. Почтовый индекс — 273161. Телефонный код — 4862. Занимает площадь 0,1 км². Код КОАТУУ — 5122980802.

## Индустрия
В посёлке находятся заводы «Южремстанок» и «Югтехгаз» (бывший Котовский автогенный завод).

## Транспорт

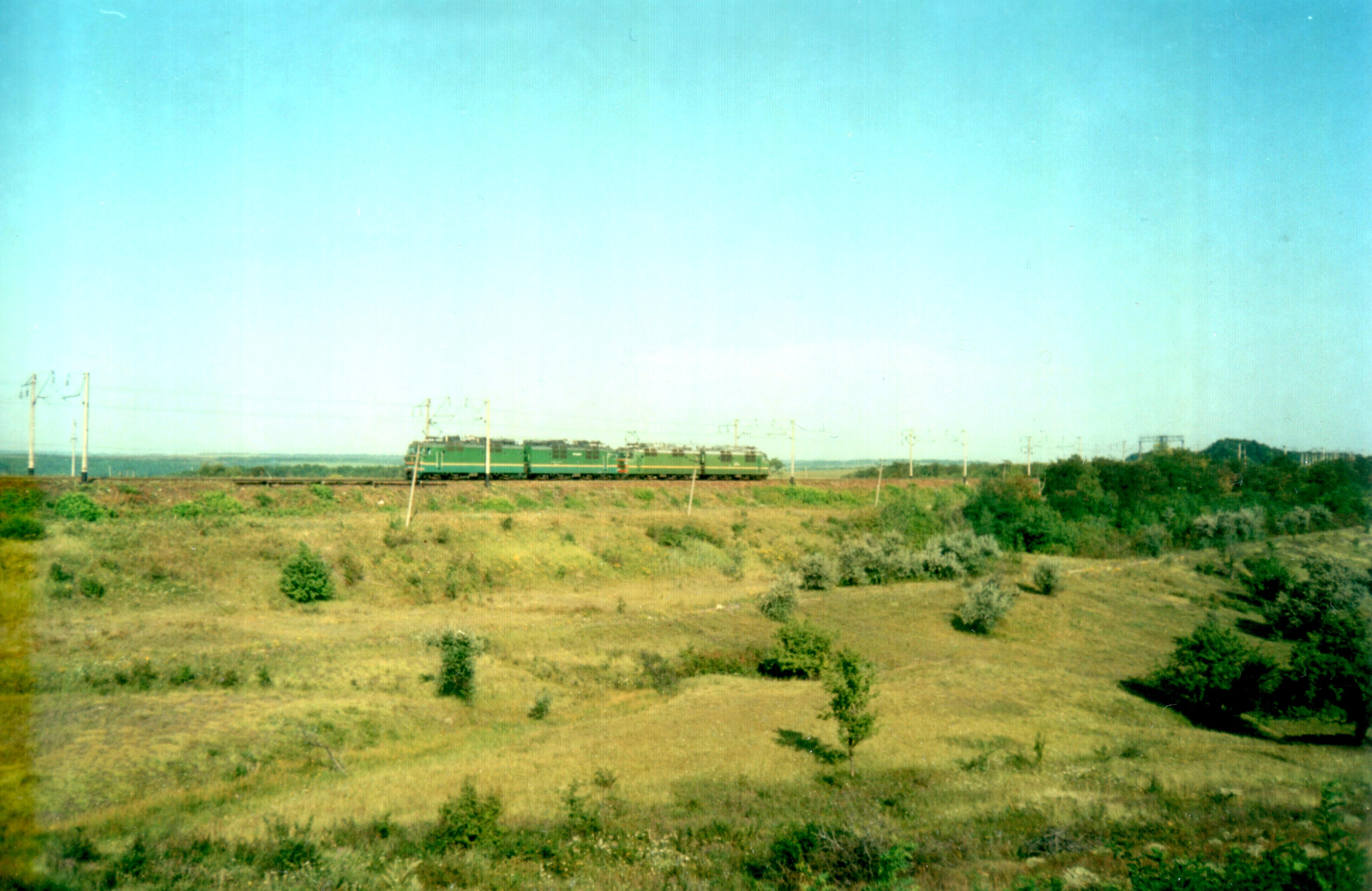
Местность у села Борщи и ж/д платформы Борщёвка — предполагаемое место Тилигульской катастрофы (фото 1999 года)

В посёлке расположена железнодорожная станция Борщи на линии Подольск — Вапнярка, которая является частью железнодорожной развязки с линией линией Борщи — Помошная. Другими узловыми пунктами развязки являются близлежащие станции Побережье (у села Малый Фонтан) и Обходная. Между станциями Борщи и Побережье также находится платформа Борщёвка.

## Местный совет
66320, Одесская обл., Подольский р-н, с. Борщи, ул. Октябрьской революции, 11